# Manifest
Cet article possède un paronyme, voir Manifeste.
Manifest ou Turbulences (au Québec) est un feuilleton télévisé américain créé par Jeff Rake dont 42 épisodes de 43 minutes ont été diffusés entre le 24 septembre 2018 et le 10 juin 2021 sur le réseau NBC et en simultané sur Citytv au Canada. La quatrième et dernière saison de vingt épisodes d'environ 46 minutes est mise en ligne le 4 novembre 2022 et le 2 juin 2023 exclusivement sur Netflix.
En Suisse, il est diffusé depuis le 4 mai 2019 par la RTS Un, en Belgique, depuis le 7 mai 2019 par La Deux, en France, depuis le 14 mai 2019 par TF1, et au Québec, à partir du 18 septembre 2019 par Max.

## Synopsis
Un jour d'avril 2013, le vol 828 de la Montego Air reliant la Jamaïque à New York connaît une brève période de fortes turbulences. Quand ils atterrissent, les passagers et les membres de l'équipage apprennent de la part de la NSA que plus de cinq ans et demi se sont écoulés, période au cours de laquelle ils ont été présumés morts. Alors qu'ils se réinsèrent dans la société, les passagers commencent à se rendre compte que leurs vies — et leurs proches — ne sont plus comme avant. Ils commencent également à faire l'expérience de voix directrices et d'hallucinations.

## Distribution

### Acteurs principaux
| Acteur(s)       | VF                  | Personnage              | 1          | 2          | 3          | 4          |                  |                |                |            |            |            |            |
| --------------- | ------------------- | ----------------------- | ---------- | ---------- | ---------- | ---------- | ---------------- | -------------- | -------------- | ---------- | ---------- | ---------- | ---------- |
| Acteur(s)       | VF                  | Personnage              | 1          | 2          | 3          | 4          | Melissa Roxburgh | Adeline Moreau | Michaela Stone | Principale | Principale | Principale | Principale |
| Josh Dallas     | Thomas Roditi       | Benjamin « Ben » Stone  | Principal  | Principal  | Principal  | Principal  |                  |                |                |            |            |            |            |
| Luna Blaise     | Rebecca Benhamour   | Olive Stone             | Principale | Principale | Principale | Principale |                  |                |                |            |            |            |            |
| J. R. Ramirez   | Xavier Fagnon       | Jared Vasquez           | Principal  | Principal  | Principal  | Principal  |                  |                |                |            |            |            |            |
| Parveen Kaur    | Laetitia Coryn      | Dr Saanvi Bahl          | Principale | Principale | Principale | Principale |                  |                |                |            |            |            |            |
| Athena Karkanis | Stéphanie Lafforgue | Grace Stone             | Principale | Principale | Principale | Invitée    |                  |                |                |            |            |            |            |
| Jack Messina    | Isaac Lobé Lebel    | Caleb Stone             | Principal  | Principal  | Principal  | Invité     |                  |                |                |            |            |            |            |
| Ty Doran        | Maxime Baudouin     | Caleb Stone             |            |            | Invité     | Principal  |                  |                |                |            |            |            |            |
| Matt Long       | Bruno Choël         | Ezekiel « Zeke » Landon | Récurrent  | Principal  | Principal  | Principal  |                  |                |                |            |            |            |            |
| Daryl Edwards   | Jean-Paul Pitolin   | Agent Robert Vance      | Récurrent  | Récurrent  | Récurrent  | Principal  |                  |                |                |            |            |            |            |
| Holly Taylor    | Clara Quilichini    | Angelina Meyer          |            |            | Principale | Principale |                  |                |                |            |            |            |            |

### Acteurs récurrents

#### Introduits dans la saison 1
- Frank Deal (nl) (VF : Michel Voletti) : Commandant William « Bill » Daly (saison 1, invité saisons 3 et 4)
- Alfredo Narciso (en) (VF : Stéphane Fourreau) : Capitaine Riojas (saison 1)
- Mugga (VF : Virginie Emane) : Bethany Collins (saisons 1 et 4, invitée saisons 2 et 3)
- Julienne Hanzelka Kim (VF : Juliette Croizat) : Kelly Taylor (saison 1)
- Malachy Cleary (VF : Achille Orsoni 1re voix, saison 1 puis Michel Prud'homme 2e voix, saison 2) : Steve Stone (saisons 1, 2 et 4)
- Geraldine Leer (VF : Evelyne Grandjean) : Karen Stone (saisons 1 et 2, invitée saison 4)
- Omar Torres (VF : Bruno Méyère) : Officier Tony Diaz (saisons 1, 3 et 4, invité saison 2)
- Victoria Cartagena (en) (VF : Céline Ronté) : Lourdes (saison 1)
- Tim Moriarty (VF : François Raison) : adjoint NSA Tim Powell (saisons 1 et 3)
- Olli Haaskivi (VF : Jean Rieffel) : Isaiah (saison 2, invité saison 1)
- Adriane Lenox (en) (VF : Françoise Vallon) : Beverly (saisons 1 et 3, invitée saisons 2 et 4)
- Daniel Sunjata (VF : Boris Rehlinger) : Danny (saison 1, invité saison 2)
- Francesca Faridany (VF : Juliette Degenne) : Fiona Clarke (saison 1, invitée saison 4)
- Nikolai Tsankov (VF : Thierry Garet) : Marko Valeriev (saison 1, invité saison 4)
- Shirley Rumierk (VF : Olivia Nicosia) : Autumn Cox (saisons 1 et 4)
- Jared Grimes (VF : Diouc Koma) : Adrian Shannon (saisons 1 à 4)
- Elizabeth Marvel (VF : Emmanuèle Bondeville) : Kathryn Fitz / Le Major (saisons 1 et 2)
- Brandon Schraml (VF : Vincent Bonnasseau) : Directeur Jansen (saison 1)
- Maryann Plunkett (VF : Anne Plumet) : Priscilla Landon (saison 2, invitée saisons 1 et 4)
- Ed Herbstman (VF : Jérémy Bardeau) : Troy Davis (saisons 2 et 3, invité saisons 1 et 4)

#### Introduits dans la saison 2
- Andrene Ward-Hammond (VF : Isabelle Leprince) : Capitaine Kate Bowers (saison 2, invitée saison 3)[10]
- Brendan Burke (VF : Cédric Ingard) : Emmett (saisons 2 à 4)
- Ellen Tamaki (en) (VF : Flora Brunier) : Drea Mikami (saisons 2 à 4)[10]
- Garrett Wareing (VF : Gabriel Bismuth-Bienaimé) : TJ Morrison[11] (saisons 2 et 4)
- Sydney Morton : Alex Bates (saisons 2 et 4)
- Leah Gibson (en) (VF : Pascale Mompez) : Tamara [12] (saison 2)
- Carl Lundstedt (pt) (VF : Jim Redler) : Billy [12] (saison 2 et 4)
- Maury Ginsberg (en) (VF : Marc Perez) : Simon White (saison 2)
- James McMenamin (VF : Sylvain Agaësse) : Jace Baylor (saisons 2 et 3)
- Devin Harjes (VF : Jean-Philippe Pertuit) : Pete Baylor (saisons 2 et 3)
- DazMann Still (VF : Mario Bastelica) : Kory Jephers (saisons 2 et 3)

#### Introduits dans la saison 3
- Lauren Norvelle (VF : Capucine Lespinas) : Sarah Fitz (saison 3)
- Warner Miller (VF : Jean-Baptiste Anoumon) : Tarik (saison 3)
- Will Peltz (en) (VF : Alexis Gilot) : Levi (saison 3)
- Mahira Kakkar (VF : Laëtitia Lefebvre) : Aria Gupta (saison 3, invitée saison 4)
- Ali Lopez-Sohaili (VF : Pascal Nowak) : Eagan Tehrani (saisons 3 et 4)
- Nurit Monacelli : Erika Burness (saison 4, invitée saison 3)
- Heidi Armbruster : Noëlle Meyer (saison 4, invitée saison 3)
- Patricia Mauceri : Directrice Zimmer de la NSA (saison 4, invitée saison 3)

#### Introduits dans la saison 4
- Jaqueline Antaramian : Anna Ross
- Clem Cheung : Henry Kim

#### Version française
- Société de doublage : Dubbing Brothers[13],[14]
- Adaptation française : Philippe Sarrazin, Christophe Sagniez, Céline Peynot, Jérôme Dalotel[14]
- Direction artistique : Nathalie Régnier[14]

 Source et légende : version française (VF) sur RS Doublage et Doublage Séries Database

## Production

### Développement
Le projet de Jeff Rake débute en août 2017, et un pilote est commandé en janvier 2018, qui sera réalisé par David Frankel.
Le casting principal a débuté le mois suivant, dans cet ordre : Melissa Roxburgh et Josh Dallas, J. R. Ramirez, Athena Karkanis et Parveen Kaur, et Luna Blaise.
Satisfait du pilote, NBC commande le feuilleton le 10 mai 2018 et annonce trois jours plus tard lors des Upfronts qu'il sera diffusé à l'automne dans la case du lundi à 22 h, après The Voice. Le 18 octobre, NBC commande trois épisodes supplémentaires, portant le feuilleton à seize épisodes.
Le 15 avril 2019, le feuilleton est renouvelé pour une deuxième saison. Le 12 mai 2019, NBC révèle la grille des programmes de la rentrée 2019-2020 et annonce que le feuilleton sera de retour à la mi-saison.
NBC renouvelle le feuilleton le 15 juin 2020 pour une troisième saison.

### Arrêt du feuilleton et renouvellement
Le 14 juin 2021, NBC annonce l'arrêt du feuilleton après trois saisons. En raison de la fin de la troisième saison et du fait que le créateur de la série Jeff Rake a originellement vendu Manifest à NBC avec un plan de six saisons, Jeff et plusieurs personnes ont l'espoir que le feuilleton soit « sauvé » par une autre plateforme. Une des possibilités est Netflix, où les deux premières saisons de Manifest débutent dans le top 3 et où il est rapidement devenu le feuilleton le plus regardé de la plateforme. Le 15 juin 2021, Jeff Rake annonce sur Twitter : « Je suis dévasté par la décision de NBC de nous annuler. Le fait que nous avons été arrêtés dans le milieu [du feuilleton] est un coup de poing dans les tripes, c'est le moins que l'on puisse dire. Nous espérons trouver une nouvelle maison. Vous, les fans, méritez d'avoir une fin à votre histoire ».
Un hashtag — #SaveManifest — est alors créé.
Le 21 juin, Warner Bros. Television annonce que les négociations avec Netflix ont échoué et qu'ils ne chercheront plus de nouvelle plateforme pour la série,. La semaine suivante, Jake fait le point et déclare : « Nous essayons de trouver un moyen de conclure le feuilleton. Cela pourrait prendre une semaine, un mois, un an. Mais nous n'abandonnons pas. Vous méritez une fin à l'histoire ».
Le 30 juin 2021, Entertainment Weekly rapporte que Jake Rake recherche une plateforme qui financerait un film de deux heures sur Manifest, qui irait droit au but et qui réglerait tous les détails laissés à la fin de la troisième saison.
Le mois suivant, il est annoncé que les discussions ont repris entre Warner Bros. Television et NBC concernant le renouvellement du feuilleton pour une éventuelle quatrième saison, avec Netflix qui prend également part aux discussions.
Le 3 août, l'écrivain Stephen King tweete le hastag « #SaveManifest ».
Le 18 août, Deadline Hollywood annonce que Warner serait dans la dernière ligne droite de négociations avec Netflix pour renouveler le feuilleton pour une quatrième saison.
Annoncée symboliquement le 28 août (8/28) à 8 h 28 (HP), Netflix renouvelle le feuilleton pour une quatrième et dernière saison de vingt épisodes, qui sera diffusée en deux parties. Un an plus tard à la même date et heure, Netflix annonce la date de diffusion de cette première partie.

### Fiche technique
Sauf indication contraire, les informations mentionnées dans cette section peuvent être confirmées par la base de données cinématographiques IMDb,  présente dans la section « Liens externes ».
- Titre original et français : Manifest
- Titre québécois: Turbulences
- Création : Jeff Rake
- Réalisation : David Frankel
- Scénario : Jeff Rake, Matthew Fernandez
- Musique : Danny Lux
- Direction artistique : Gonzalo Cordoba
- Décors : Russell Barnes
- Costumes : Leah Katznelson
- Photographie : Tim Ives, Tim Norman et Joseph Bradley Smith
- Montage : Elena Maganini (en)
- Casting : Alex Cody
- Production : Cathy M. Frank, Jackie Levine, Jeff Rake, Jack Rapke (en), Harvey Waldman et Robert Zemeckis
- Sociétés de production : Compari Entertainment et Warner Bros. Television
- Sociétés de distribution : NBC (États-Unis)
- Pays de production :  États-Unis
- Langue originale : anglais
- Format : couleur - 1,77:1 - son stéréo
- Genre : drame surnaturel
- Durée : 43 minutes

## Contexte

### Commercialisation
Le 13 mai 2018, NBC publie la première bande-annonce officielle du feuilleton. Le 21 juillet 2018, le feuilleton a tenu un débat au San Diego Comic-Con en Californie. Le producteur délégué Jeff Rake et les acteurs Melissa Roxburgh et Josh Dallas étaient présents. Le 28 août 2018, les neuf premières minutes du premier épisode ont été publiées entre divers points de vente numériques.

### Avant-première
Le feuilleton a participé à la 12e édition annuelle de la série télévisée PaleyFest, présentée à l'automne, le 10 septembre 2018, dans le cadre d'une projection du feuilleton.

### Autour du feuilleton
Dans l'épisode 12 de la saison 1, les protagonistes arrivent dans une petite ville.
Le cinéma visible quelques secondes à l'arrière plan affiche le film What Lies Beneath, titre original d'Apparences, un film réalisé en 2000 par Robert Zemeckis, producteur du feuilleton.
En 2020 le roman L'Anomalie du français Hervé Le Tellier reçoit le Prix Goncourt ; ce roman développe pendant presque la moitié du texte exactement le même postulat initial que le feuilleton de Rake de 2018, à savoir un vol transatlantique censé atterrir aux États-Unis, pris dans un orage, et qui au moment de l'atterrissage est bloqué par les autorités parce que beaucoup de temps s'est écoulé entre l'instant de l'orage et le moment de l'atterrissage. À la différence du feuilleton, où l'avion a été considéré perdu et arrive 5 ans plus tard, dans le roman à l'instant de l'orage l'avion se dédouble en deux vols, dont un atterrit trois mois après l'autre, et tous les passagers sont donc dédoublés.

## Épisodes
| Saisons | Saisons | Nombre d'épisodes | Diffuseur | Diffusion originale | Diffusion originale |
| Saisons | Saisons | Nombre d'épisodes | Diffuseur | Début de saison     | Fin de saison       |
| ------- | ------- | ----------------- | --------- | ------------------- | ------------------- |
|         | 1       | 16                | NBC       | 24 septembre 2018   | 18 février 2019     |
|         | 2       | 13                | NBC       | 6 janvier 2020      | 6 avril 2020        |
|         | 3       | 13                | NBC       | 1er avril 2021      | 10 juin 2021        |
|         | 4       | 20                | Netflix   | 4 novembre 2022     | 2 juin 2023         |

### Première saison (2018-2019)
1. Vol retour (Pilot)
2. Une musique dans la tête (Re-Entry)
3. Affronter la vérité (Turbulence)
4. L'Ange des eaux (Unclaimed Baggage)
5. Tout est relié (Connecting Flights)
6. La Fièvre bulgare (Off Radars)
7. En un battement de cœur (S.N.A.F.U.)
8. Châtiment divin (Point of No Return)
9. Les Sanglots longs de l'automne (Dead Reckoning)
10. La Quête du Graal (Crosswinds)
11. Un pilote dans l'avion (Contrails)
12. La Disparition de Cal (Vanishing Point)
13. Faire une croix (Cleared for Approach)
14. L'Église des Revenants (Upgrade)
15. Le Grand Méchant Loup (Hard Landing)
16. Date de départ (Estimated Time of Departure)

### Deuxième saison (2020)
Elle est diffusée du 6 janvier au 6 avril 2020.
1. Attachez votre ceinture (Fasten Your Seatbelts)
2. Un autre revenant (Grounded)
3. Le Piège de Saanvi (False Horizon)
4. Otages du 828 (Black Box)
5. La Guerre des mondes (Coordinated Flight)
6. Images du passé (Return Trip)
7. Sortie de secours (Emergency Exit)
8. Vers la lumière (Carry On)
9. En pleine tempête (Airplane Bottles)
10. Ombres et lumière (Course Deviation)
11. Laisse-le partir (Unaccompanied Minors)
12. Vive les mariés (Call Sign)
13. De glace et de feu (Icing Conditions)

### Troisième saison (2021)
Elle est diffusée du 1er avril au 10 juin 2021 sur le réseau NBC.
1. À la dérive (Tailfin)
2. Une deuxième chance (Deadhead)
3. La Pièce manquante (Wingman)
4. Le Département Eureka (Tailspin)
5. Les Trois ombres (Water Landing)
6. Le Chaînon manquant (Graveyard Spiral)
7. La Cargaison mystérieuse (Precious Cargo)
8. Les Vestiges du passé (Destination Unknown)
9. La Montée des eaux (Bogey)
10. L'Épreuve par le feu (Compass Calibration)
11. Crier en silence (Duty Free)
12. L'Ennemi de mon ennemi est mon ami (Mayday: Part 1)
13. Veillez les uns sur les autres (Mayday: Part 2)

### Quatrième saison (2022-2023)
Diffusée en deux parties de dix épisodes, la première partie a été mise en ligne le 4 novembre 2022 et la deuxième partie le 2 juin 2023, sur Netflix.
1. Un nouveau départ ? (Touch and Go)
2. Tant d'appels (All Call)
3. Altitude (High Flight)
4. Détour (Go-Around)
5. Message codé (Squawk)
6. D'un même élan (Relative Bearing)
7. Établir la liaison (Romeo)
8. Mesures de sécurité (Full Upright & Locked Position)
9. Destination commune (Rendez-vous)
10. Des illusions ? (Inversion Illusion)
11. Descente finale (Final Descent)
12. La Peur du noir (Bug Out)
13. L'Avion fantôme (Ghost Plane)
14. Fata morgana
15. La Goutte d'eau (Throttle)
16. Châteaux de cartes (Furball)
17. Garder la foi (Threshold)
18. Pardon (Lift/Drag)
19. Ensemble (Formation)
20. Embarquement immédiat (Final Boarding)

## Accueil

### Audiences

#### États-Unis
| Saisons | Saisons | Nombre d'épisodes | Jour et heure de diffusion | Diffusion originale sur NBC | Diffusion originale sur NBC | Année     | Audience moyenne (en millions) | Audience moyenne (en millions) | Audience moyenne (en millions) |
| Saisons | Saisons | Nombre d'épisodes | Jour et heure de diffusion | Début de saison             | Fin de saison               | Année     | Première                       | Finale                         | Moyenne                        |
| ------- | ------- | ----------------- | -------------------------- | --------------------------- | --------------------------- | --------- | ------------------------------ | ------------------------------ | ------------------------------ |
|         | 1       | 16                | Lundi à 22 h               | 24 septembre 2018           | 18 février 2019             | 2018-2019 | 10.40                          | 5.36                           | 6.48                           |
|         | 2       | 13                | Lundi à 22 h               | 6 janvier 2020              | 6 avril 2020                | 2020      | 4.73                           | 4.36                           | 3.89                           |
|         | 3       | 13                | Lundi à 22 h               | 1er avril 2021              | 10 juin 2021                | 2021      | 3.99                           | 2.54                           | 3.07                           |

Diffusés entre septembre 2018 et février 2019 sur NBC, les seize épisodes qui composent cette première saison ont enregistré des scores satisfaisants, qui ont convaincu la chaîne américaine de lui accorder une deuxième saison. Aux États-Unis, le feuilleton s'est surtout fait remarquer pour son démarrage fulgurant, au plus haut depuis 1999 pour un nouveau drama diffusé sur NBC, avec une moyenne de 18,4 millions de curieux en audience consolidée (10,4 millions en audience veille) devant le premier épisode. L'effet de curiosité passé, Manifest est retombé à des niveaux d'audience plus habituels, tout en restant le second drama le plus suivi par les 18-49 ans - cible privilégiée par les annonceurs américains - sur le réseau américain. Le feuilleton reste d'ailleurs la 5e la plus suivie de NBC, tous publics confondus.

#### France
Mardi 14 mai 2019, en première partie de soirée, TF1 débute la diffusion de Manifest, soit sept mois après sa diffusion aux États-Unis. Les trois épisodes de la soirée réunissent 5,02 millions de spectateurs en première diffusion, soit 27,5 % du public et 43,2 % des femmes responsables des achats de moins de cinquante ans.
La saison 2 réunit quant à elle 2,35 millions de téléspectateurs, soit moins de 10 %, pour les quatre derniers inédits.

### Critiques
Le feuilleton a été moyennement apprécié par les critiques lors de sa première. Dans le site Web de regroupement d'avis Rotten Tomatoes, le feuilleton affiche un taux d'approbation de 57 % avec une note moyenne de 6,25 sur 10, basée sur 35 commentaires. Le consensus critique du site Web se lit comme suit : « Les tentatives de Manifest visant à équilibrer mystère surnaturel et mélodrame fonctionnent en grande partie grâce à sa distribution bien choisie - bien qu'il puisse utiliser quelques caractéristiques plus distinctives ». Metacritic, qui utilise une moyenne pondérée, a attribué au feuilleton un score de 55 sur 100 sur la base de 15 critiques, indiquant « des critiques mitigées ou moyennes ».
Dans une évaluation plus positive, Kelly Lawler de USA Today, a expliqué comment elle pensait que la simplicité et la variété des sous-genres dramatiques du feuilleton pourraient l'aider à concurrencer à des séries à thème similaire, finalement infructueuses. Elle a en outre fait l'éloge du feuilleton quant au maintien du niveau de qualité atteint par son premier épisode : « Des séries très sérialisées, telles que Lost, Breaking Bad ou Game of Thrones, commencent souvent par un concept et un premier épisode génial. Mais d'autres séries s'effondrent lorsque l'histoire se développe. Manifest a traversé son premier obstacle majeur en passant facilement de la mise en place des éléments principaux vers des intrigues plus profondes ».
Dans une autre évaluation favorable, Daniel D'Addario de Variety a déclaré que le pilote « ne prétendait pas avoir de réponses ; il ne posait que des questions. Mais sa curiosité et sa volonté d'être audacieux et assez indifférent, compte tenu de tout ce qu'il essaie d'être, est plus que bienvenu ».
Dans une critique mitigée, Lorraine Ali, du Los Angeles Times, a fait remarquer que le feuilleton reposait sur une prémisse convaincante et que les nombreux mystères qu’il introduisait « indiquent un feuilleton potentiellement addictif si Manifest permet à son récit saisissant de surnaturel de dépasser les drames personnels moins intéressants de ses personnages ».
Dans une critique négative, Hank Stuever du Washington Post a comparé le feuilleton de manière négative à une série de science-fiction de réseau disant : « Manifest, hélas, va droit au but, quand certains passagers revenus découvrent qu'ils ont acquis un pouvoir psychique. Tout comme cela, un spectateur qui aurait pu être intéressé par l'élément humain se voit servir une assiette froide de viande mystérieuse - pas le nouveau Lost, mais un faible retour à des échecs oubliables tels que The Event ».
Margaret Lyons, du New York Times, a commenté de la même manière que « Manifest a un manque frustrant de propulsion, une monotonie centrale dont le champ de force est si puissant qu'il plie toutes les parties intéressantes vers lui-même ».